# الکساندر اسکات بولیت
الکساندر اسکات بولیت (Alexander Scott Bullitt)‏ (۱۷۶۱ – ۱۳ آوریل ۱۸۱۶) یکی از پیشگامان آمریکایی، زارع، برده‌دار و سیاستمدار اهل ویرجینیا بود که به یکی از نخستین ساکنین در کنتاکی و به یکی از رهبران در جریان روزهای اولیه جدایی کنتاکی به عنوان ایالت، مبدل شد.

## اوایل زندگی و خانواده
خانواده بولیت، اوگنوهای فرانسوی بودند که در ۱۶۸۵ میلادی به عنوان پناهنده به آمریکا آمدند. خانواده وی در نخست به مریلند رسیدند و بخشی از آن در شهرستان پرنس ویلیام، ویرجینیا مسکن گزین شدند. الکساندر در ۱۷۶۱ میلادی در همین شهرستان به‌دنیا آمد، او فرزند زارع مستعمراتی و سیاستمدار کاتبرت بولیت و هلن (اسکات) بولیت بود. پدر وی مالک چندین مزرعه و برده بوده و همچنین یک وکیل پیشتاز در امور محلی و استعماری بود. آموزش‌های اولیه الکساندر در این جهت تنظیم شده بود تا وی در آینده یک وکیل مدافع شود. اما عموی وی توماس بولیت یکی از پیشگامان آمریکایی و رهبر نظامی بوده و در اکتشافات غربی شرکت داشت.

## حرفه
بولیت در اوایل حرفه پدر خود را تعقیب نموده و به عنوان نماینده نیمه‌وقت از شهرستان پرنس ویلیام در مجلس نمایندگان ویرجینیا نمایندگی می‌کرد.

### ساکن شدن در کنتاکی
هرچند بولیت ادعاهای خانواده خود مبنی بر زمین و سرمایه‌گذاری‌ها را پیگیری می‌کرد اما او در ۱۷۸۴ میلادی به آن‌سوی جاده کامبرلند در کنتاکی نقل مکان کرد. بولیت در نخست در منطقه‌ای ساکن شد که بعداً به شهرستان شلبی مبدل گردید، اما به زودی این منطقه را بسیار منزوی و در معرض شب‌خون‌های آمریکایی‌های بومی یافت.
از این‌رو او به‌سوی رود اوهایو تغییر مکان داد. عموی فقید وی توماس بولیت، پس از رهبری ملیشای ویرجینیا در نبرد دنمور به‌سوی غرب، به آبشارهای اوهایو بازگشت نموده و یک منطقه شهری را در ۱۷۷۳ میلادی نقشه‌برداری نموده بود. مجلس قانون‌گذاری ویرجینیا در ۱۸۰۰ میلادی این شهرک جدید را شامل واحدهای اداری نموده و نام آنرا لوییویل گذاشت. الکساندر قطع زمینی به مساحت ۱۰۰۰ آکر (۴ کیلومتر مربع) را در ۹ مایلی (۱۴ کیلومتری) جنوب لوییویل خریداری نموده و به ساخت یک مزرعه دیگر آغاز کرد. او نام این مزرعه جدید خود را به افتخار مزرعه‌ای خیالی در داستان تریسترام شندی، به‌نام مزرعه اوکسمور گذاشت.
در اوت ۱۷۸۵، همسایه وی سرهنگ ویلیام کریستیان که در جریان جنگ انقلاب آمریکا از شهرستان فین‌کاسل، ویرجینیا نمایندگی می‌کرد و حالا خانه‌ای در همسایگی وی در شهرستان جفرسون می‌ساخت، همسر و خانواده خود را از ویرجینیا به آنجا آورد. دو ماه بعد، الکساندر با دختر آنها پریسیلا ازدواج کرده و با این کار، ارتباطات سیاسی خود را تقویت نمود (عموی وی پاتریک هنری بود). آنها مزرعه اوکسمور را ساخته و ساختمان اصلی را در ۱۷۸۷ میلادی تأسیس کردند و در این مزرعه خود به کاشت تنباکو، کنف و جواری می‌پرداختند. در ۱۷۸۹ میلادی، بولیت مالک سی و سه برده در اوکسمور بود. تا ۱۷۹۵ میلادی، این رقم به هفتاد برده افزایش یافته بود.

### حرفه سیاسی
در ۱۷۸۴ میلادی، بولیت نخستین گام‌های خود در سیاست کنتاکی را برداشت. او در ملیشای محلی افسر شد و با برخی از افراد دیگر در کنوانسیونی که برای نخستین بار جدایی کنتاکی از ویرجینیا را پیشنهاد نمود، در دنویل دیدار کرد. پس از اینکه سرهنگ کریستیان در یک درگیری با هندی‌ها در ۱۷۸۶ میلادی کشته شد، بولیت به خدمت خود در ملیشای محلی ادامه داده و به درجه نظامی سرگرد ترفیع کرد. او همچنین به عنوان معتمد شهرک لوییویل گماشته شد.
در ۱۷۹۲ میلادی، زمانی که پیشنهاد ایالت شدن کنتاکی پذیرفته شد، بولیت به عنوان یکی از نمایندگان در کنوانسیون (باز هم در دنویل) انتخاب شده و عضو کمیته‌ای شد که نخستین قانون اساسی این ایالت جدید را ترتیب نمود. با نافذ شدن قانون اساسی جدید، در ماه ژوئن وی یکی از دوازده مردی بود که به عنوان نماینده سنای ایالتی انتخاب شدند. وی به عنوان رئیس مجلس سنا انتخاب گردیده و تا ۱۸۰۰ میلادی در این سمت خدمت کرد.
هنگام ایجاد یک قانون اساسی جدید برای این ایالت در ۱۷۹۹ میلادی، بولیت ریاست کمیته‌ای که این قانون را نوشت، بر عهده گرفت. این قانون اساسی جدید، یک اداره جدید به‌نام معاون فرماندار را ایجاد نموده و خود وی در ۱۸۰۰ میلادی در این سمت انتخاب و تحت فرماندار جیمز جرارد خدمت کرد. در ۱۸۰۴ یا ۱۸۰۸ میلادی، بولیت به زندگی خصوصی و کار تمام-وقت در مزرعه اوکسمور بازگشت.

## زندگی شخصی
او با پریسیلا کریستیان (۱۷۸۵ – ۱۸۰۶ میلادی) که دختر ویلیام کریستیان و همسر وی آن هنری کریستیان (خواهر پاتریک هنری) بود، ازدواج کرد. چهار فرزند آنها به جوانی رسیدند: ویلیام کریستیان، آن، هلن اسکات، کاتبرت.
پس از اینکه همسر اولی وی درگذشت، بولیت برای بار دوم با مری چرچیل پارتر که بیوه شده بود، ازدواج کرد. آنها دو فرزند داشتند، توماس جیمز و مری (پولی).

## مرگ و میراث
بولیت در ۱۸۱۶ میلادی در اوکسمور درگذشت و در گورستان خانوادگی آنها به خاک سپرده شد. شهرستان بولیت، کنتاکی به افتخار وی نام‌گذاری گردید. آخرین پرونده هنری کلی در دادگاه در رابطه با وصیت مری (پولی) بود، چون دو برادر وی وصیت او را به چالش کشیده بودند.